# Judo Collatino
Judo Collatino è la denominazione collettiva con la quale si sono identificate le sezioni judostiche di tre diverse associazioni sportive di Judo affiliate alla Federazione Italiana Judo Lotta Karate Arti Marziali che si sono succedute e, senza soluzione di continuità, hanno svolto la loro attività nel quartiere romano del Collatino dal 1966, diversi aleti sono stati medagliati ai Campionati Italiani. Le società e i loro insegnanti tecnici hanno ricevuto importanti riconoscimenti dal CONI.

## Storia

### C. S. Collatino (1966-1994)
Nel 1966 il maestro di Judo Nicola De Rosa fondò il C.S. Collatino, la prima realtà judoistica federale del quartiere Collatino di Roma. Nel 1969 la sede venne stabilita in via Dino Penazzato e, da quel momento, il Dojo è rimasto lo stesso fino ai giorni nostri. Nel 1976 il club ottenne dal CONI il riconoscimento come Centro di Avviamento allo Sport.
Dal 1986 la direzione del settore judo è stata affidata al maestro Orfeo Francesconi coadiuvato nel biennio 1993/'94 dal tecnico Umberto Foglia.
Nel 1994, per decisione della dirigenza, il C.S. Collatino fu chiuso e venne fondata un'altra associazione sportiva con finalità differenti e deliberato il trasferimento della sede sociale.

### A.S.D. Albatros 1 (1994-2015)
La famiglia proprietaria dell'impianto si preoccupò subito di garantire la continuità dell'attività della squadra di judo fondando l'A.S.D. Albatros 1 e affidando la direzione tecnica a Umberto Foglia, cintura nera V Dan, valente atleta dei Gruppi Sportivi Fiamme Gialle, Azzurro d'Italia e Premio d'Onore del CONI.
Nel 2015 un cambiamento nell'assetto societario rese necessario un avvicendamento, e la gestione dell'impianto venne affidata alla S.S.D. Blu 3000.

### S.S.D. Blu 3000 (dal 2015)
La S.S.D. Blu 3000 (nome completo: S.S.D. Blu 3000 n.c. Grottaferrata a R.L.) è una storica società di attività natatorie dei Castelli Romani legata per motivi di proprietà all'impianto di via Penazzato. L'intento era quello di trasformare la struttura in un centro polisportivo, lasciando però inalterata la squadra di judo che anzi venne rilanciata.
Nel 2015 Alfredo Malagodi, allievo di Foglia presso la Albatros 1 e già avviato alla carriera di insegnante portò la sua squadra nella sede di via Penazzato, integrandola con la realtà esistente e raccogliendo il testimone del suo maestro.
Attualmente, l'A.S.D. Blu 3000 è uno dei vivai judoistici più forti e apprezzati della Capitale.
Dal 2024 la direzione tecnica della squadra è stata affidata a Beatrice Malagodi, cintura nera IV Dan, Campionessa Nazionale Universitaria nel 2017, Premio “Donna Sport–L’atleta più brava a scuola” indetto dal Gruppo Bracco, sempre nel 2017, Premio CONI “Atleta eccellente, eccellente studente” nel 2018.

### Altre realtà judoistiche del territorio
Nel quartiere romano del Collatino ci sono state altre società sportive che hanno svolto attività judoistica, tuttavia nessun'altra si è identificata in maniera diretta col territorio o ha avuto il rilievo nazionale dei club suindicati soprattutto perché questi ultimi, quali affiliati alla Federazione Italiana Judo Lotta Karate Arti Marziali, hanno goduto della tutela sulla distanza minima prevista dalle normative federali di riferimento.

## Cronistoria degli Insegnanti Tecnici
Sono elencati di seguito gli Insegnanti Tecnici effettivamente responsabili del settore agonistico:
- 1966-1986 Nicola De Rosa
- 1986-1994 Orfeo Francesconi
- 1994-2009 Umberto Foglia
- 2010-2014 Periodo di vacanza dell'attività agonistica, serie di insegnanti per la sola sezione promozionale
- 2015-2023 Alfredo Malagodi
- Dal 2024 Beatrice Malagodi

## Riconoscimenti e risultati

### A.S.D. Blu 3000 (dal 2015)
Negli ultimi anni la S.S.D. Blu 3000 si è distinta per un forte impegno nell' attività sociale e sul territorio ottenendo, nella persona del tecnico alla sua direzione, diversi riconoscimenti fra i quali i più preminenti:
- Targa di benemerenza del CONI. Conferita dal Dott. Giovanni Malagò, Presidente del Comitato Olimpico Nazionale Italiano il 17 gennaio 2022 per l'impegno profuso a declinare lo sport in ambito sociale[10].

- Targa d'Oro del V Municipio/C.O.N.I. C.R. Lazio. Conferita dal Presidente del V Municipio di Roma Mauro Caliste il 26 febbraio 2024 per il contributo dato alla Storia dello Sport del Municipio.

Risultati preminenti nell'attività federale nazionale (Federazione Italiana Judo Lotta Karate Arti Marziali):
- 5 medaglie a Campionati Italiani, fra le quali una per il Titolo Italiano[11].
- 5 medaglie a competizioni nazionali quali: Campionati Italiani A2, Trofeo C.O.N.I. e Campionati Nazionali Universitari
- 6 piazzamenti IV/V posizione a competizioni nazionali quali: Campionati Italiani di classe, Finali Nazionali, Campionati Italiani A2, Coppa Italia A2.
- Diversi atleti hanno poi conquistato le posizioni più alte delle rispettive Ranking List Nazionali, tre di essi sono stati, pro-tempore, al primo posto.

## Atleti di rilievo
Atleti che hanno fatto podio a competizioni di rilievo nazionale e che hanno praticato o iniziato la loro attività nei club suindicati: Giustini Diego, Lucia Giada, Malagodi Beatrice, Malagodi Federico, Malgioglio Chiara, Muccio Sara, Porro Ludovica, Rinaldi Michela.